# Награда „Дагър“
„Камата в библиотеката“ (на английски: Dagger in the Library), „Камата на библиотекаря“ или библиотечна награда „Дагър“ е ежегодна литературна награда, връчена от Британската асоциация на писателите на криминални романи на конкретен „жив автор, който е дал най-голямо удоволствие на читателите“. В периода 1994-1996 г. наградата се нарича „Златни белезници“ (Golden Handcuffs).
Годишният списък се състои от първите десет автора, които са най-номинирани онлайн от читателите, а окончателното решение се взема от група библиотекари. До 2015 година наградата е спонсорирана от издателство „Random House“.

## Победители
- 1994 – Робърт Барнард
- 1995 – Линдзи Дейвис
- 1996 – Мариан Бабсън
- 1997 – 2001 – не е присъждана
- 2002 – Питър Робинсън
- 2003 – Стивън Буут
- 2004 – Алегзандър Маккол Смит
- 2005 – Джейк Арнот
- 2006 – Джим Кели
- 2007 – Стюърт Макбрайд
- 2008 – Крейг Ръсел
- 2009 – Колин Котерил
- 2010 – Ариана Франклин
- 2011 – Мо Хайдер
- 2012 – Стив Мосби
- 2013 – Белинда Бауер
- 2014 – Шарън Болтън
- 2015 – Кристофър Фаулър
- 2016 – Ели Грифитс
- 2017 – Мари Хана